# Porta di San Cesareo
La Porta di San Cesareo, ad Orte (Provincia di Viterbo), è la porta ad est della città e delle mura difensive, verso il fiume Tevere.

## Storia e descrizione

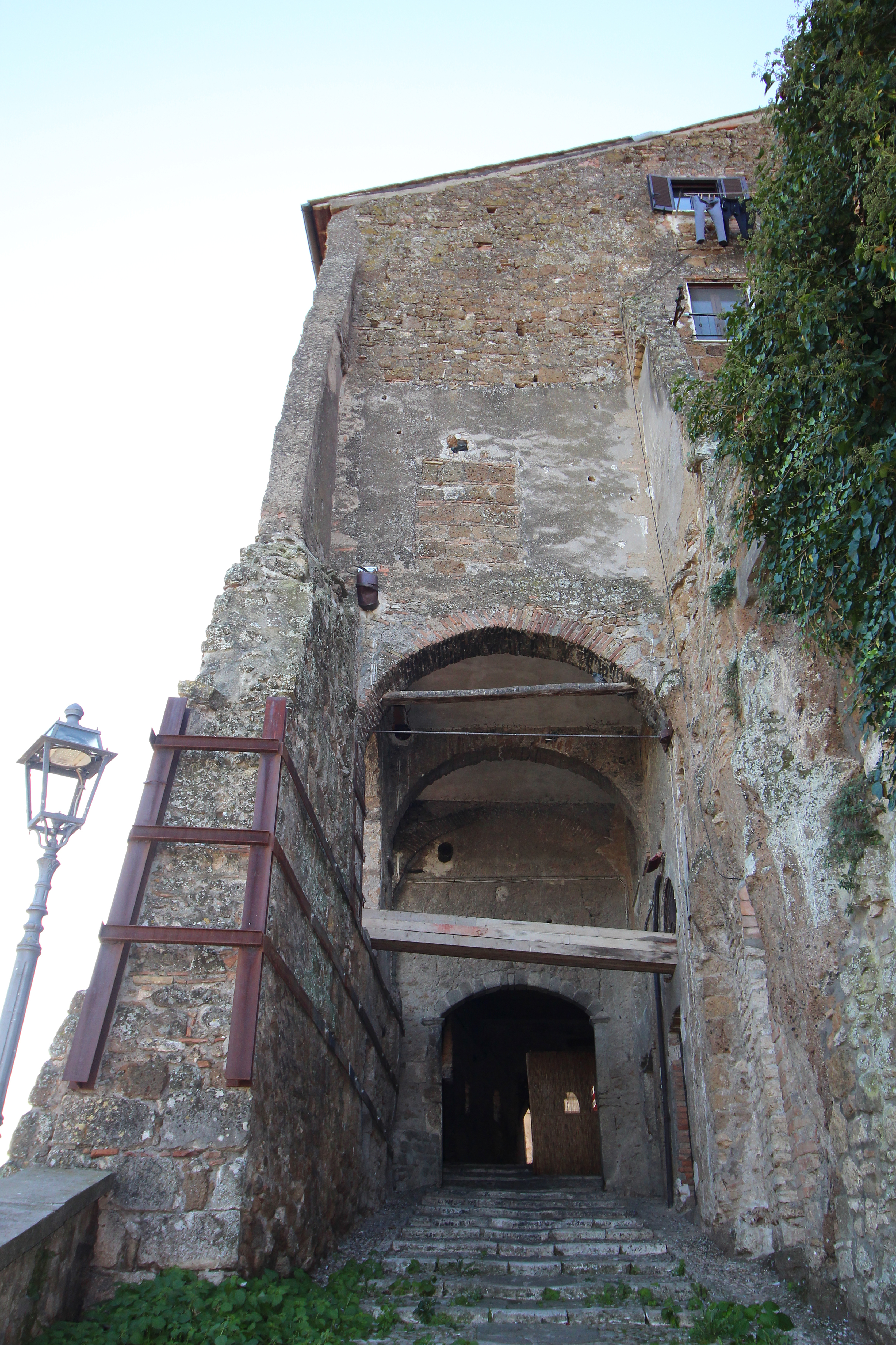
La porta di San Cesareo

La porta è ancora ottimamente conservata, fu edificata nel 1449, quando vi fu una riorganizzazione complessiva delle difese della cittadina in quanto la Rocca era stata distrutta.
Il nome deriva da una chiesa, dedicata a san Cesario di Terracina, invocato contro le inondazioni del Tevere, già scomparsa nel 1500, come testimoniato dallo storico ortano Leoncini.
La porta fu costruita da mastro Bartolomeo di Bernardino; consentiva il collegamento tra il centro urbano e il ponte sul Tevere con i suoi adiacenti borghi di San Giacomo e San Giorgio.
Pier Paolo Pasolini mostrò la Porta di San Cesareo" nella trasmissione televisiva della Rai "Io e... La forma della città", facendo un appello per la salvaguardia di tutto il patrimonio artistico e culturale.

## Galleria d'immagini

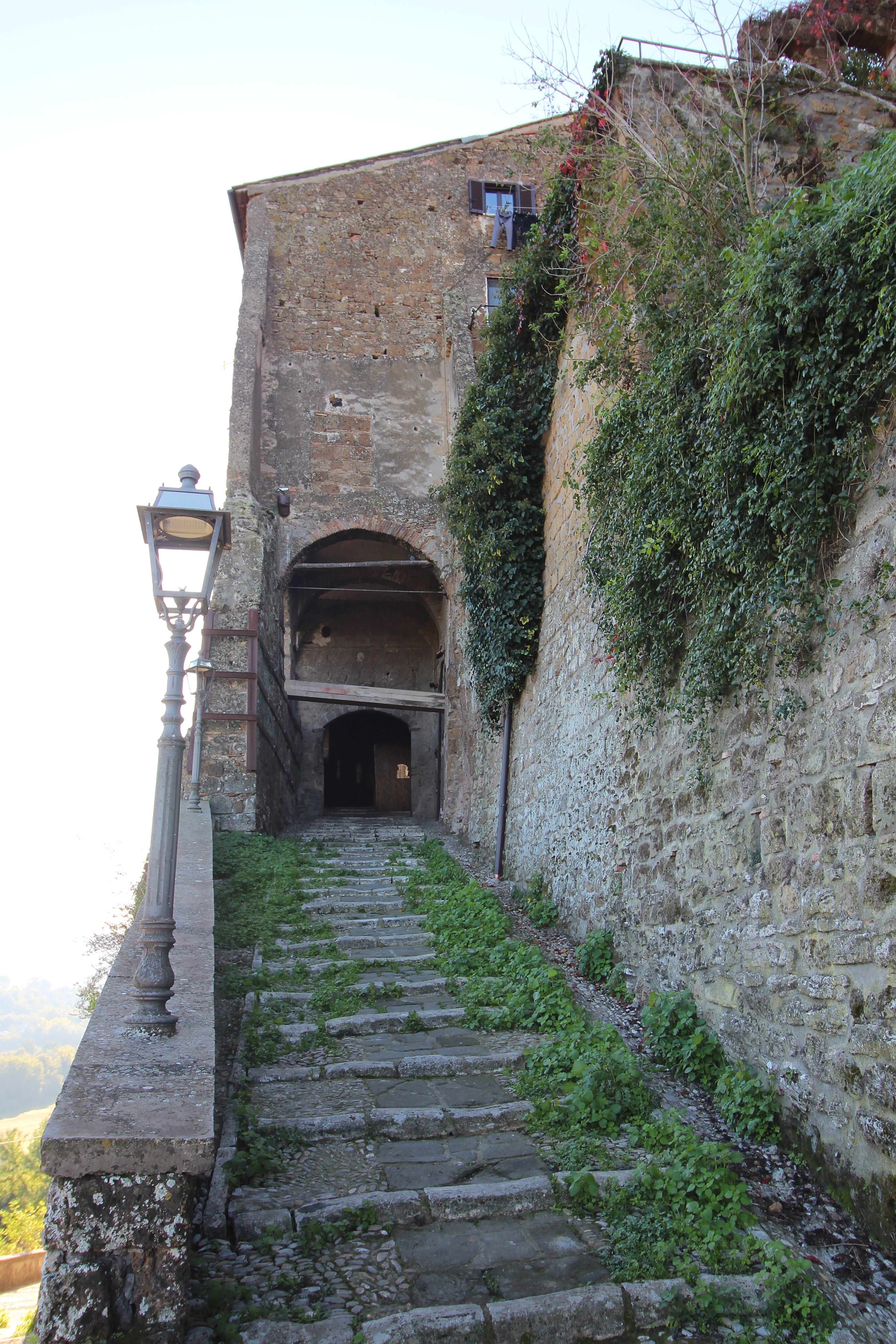
L'esterno con scalinata
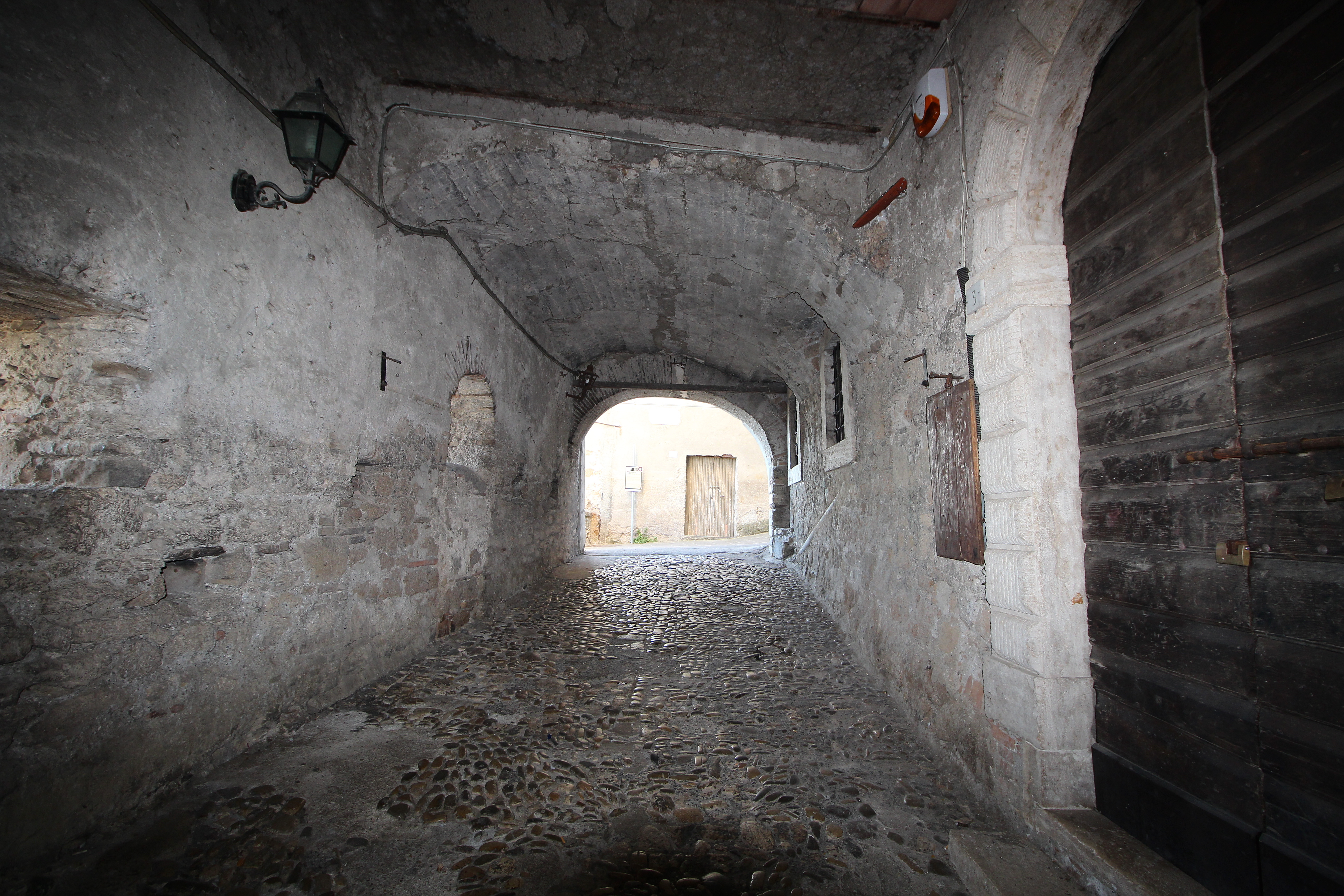
All'interno